# Lombardia Menor

Lombardia Menor: Ducado de Benevento e o sucessivo Principado de Salerno (em 851)

Os principados de Salerno e Benevento por volta do ano 1000

Lombardia Menor (em latim: Langobardia Minor) eram, na Alta Idade Média, os domínios lombardos na Itália centro-meridional, correspondendo aos ducados de Espoleto e de Benevento. Depois da conquista do Reino Lombardo por Carlos Magno, em 774, permaneceu ainda por longo tempo sob controle lombardo.

## Território
Tendo invadido a península Itálica através do Friul em 568, os lombardos tomaram do Império Bizantino uma larga parte do território continental ao sul dos Alpes, sem porém poder constituir, ao menos inicialmente, um domínio homogêneo e contíguo. As terras submetidas foram reagrupadas, na terminologia da época, em duas grandes áreas: a Lombardia Maior, dos Alpes até a moderna Toscana, e a Lombardia Menor que incluía os territórios ao sul das terras bizantinas (que no final do século VI se estendiam de Roma a Ravena através das atuais regiões italianas Úmbria e Marcas).
Enquanto a Lombardia Maior foi dividida em numerosos e mutáveis ducados e gastaldatos, a Menor conservou, durante toda a duração do Reino Lombardo (568-774), uma notável estabilidade institucional, permanecendo sempre articulada nos dois ducados de Espoleto e de Benevento. Foram constituídos imediatamente após a penetração lombarda na área, nos anos setenta do século VI. Os primeiros duques foram Faroaldo I em Espoleto e Zoto em Benevento.
Territorialmente incluíam inicialmente somente as áreas do interior, deixando ao Império Bizantino o controle das áreas costeiras. Somente mais tarde, em paricular no reinado de Agilolfo (591-616), as possessões lombardas se estenderam até a costa. Tornaram-se assim sujeitas ao domínio lombardo todo o território junto ao mar Adriático as cidades bizantinas de Ancona ao norte e Otranto ao sul. As terras junto ao mar Jônico e ao mar Tirreno, ao contrário, somente parcialmente caíram sob a autoridade do duque de Benevento, que não conseguiu jamais ocupar estavelmente Nápoles, Salento e a extremidade da Calábria ao sul de Cosenza e Crotone, além de Roma, com seu condado.
O último rei lombardo, Desidério (m. 774), tentou impor seu próprio controle sobre o ducado de Benevento, quando sobe ao poder Arequi II (m. 787). Este, que tornou-se genro do rei, depois da queda do Reino Lombardo, em 774 - em seguida à vitória de Carlos Magno, chamado à Itália pelo papa Adriano I, sobre Desidério, quando Roma estava ameaçada pelos lombardos - se autointitla "príncipe dos lombardos". Arequi - segunda a estudiosa Vera von Falkenhausen - considera-se representante da gens e da pátria lombarda, independente e no mesmo plano de um rei. Por outro lado, mantém contato com o filho de Desidério, Adelqui (m. 788 ca.), que havia se refugiado em Constantinopla, com esperança de reconquista, e com a própria corte bizantina, da qual esperava obter o Ducado de Nápoles, além do apoio militar contra Carlos Magno, que já tinha obtido em 786 uma vitória no ducado, derrotando inclusive o papa, que recusava ostentivamente reconhecer o novo título de princeps.

A morte, no mesmo ano, de Arequi II e de seu herdeiro Romualdo deixava a sucessão nas mãos de Carlos Magno, o qual, contra a opinião do papa, consente que essa fique com o segundo filho de Arequi, Grimoaldo III (m. 806), que, além de um juramento de fidelidade, se empenha a por o nome de Carlos Magno nos documentos e moedas, além de "afrancesar" os costumes dos lombardos beneventanos, inclusive quanto ao corte de barba e cabelo. De fato, o novo soberano combate ao lado dos francos quando Arequi tenta, em 788, uma expedição de reconquista apoiada pelos bizantinos. Estes, porém, continuam, sob a liderança de Pepino (777-810), filho de Carlos Magno e rei de Itália, a atacar o ducado, sem sucesso além da conquista de Chieti que passou a fazer parte do Ducado de Espoleto.

## Arte

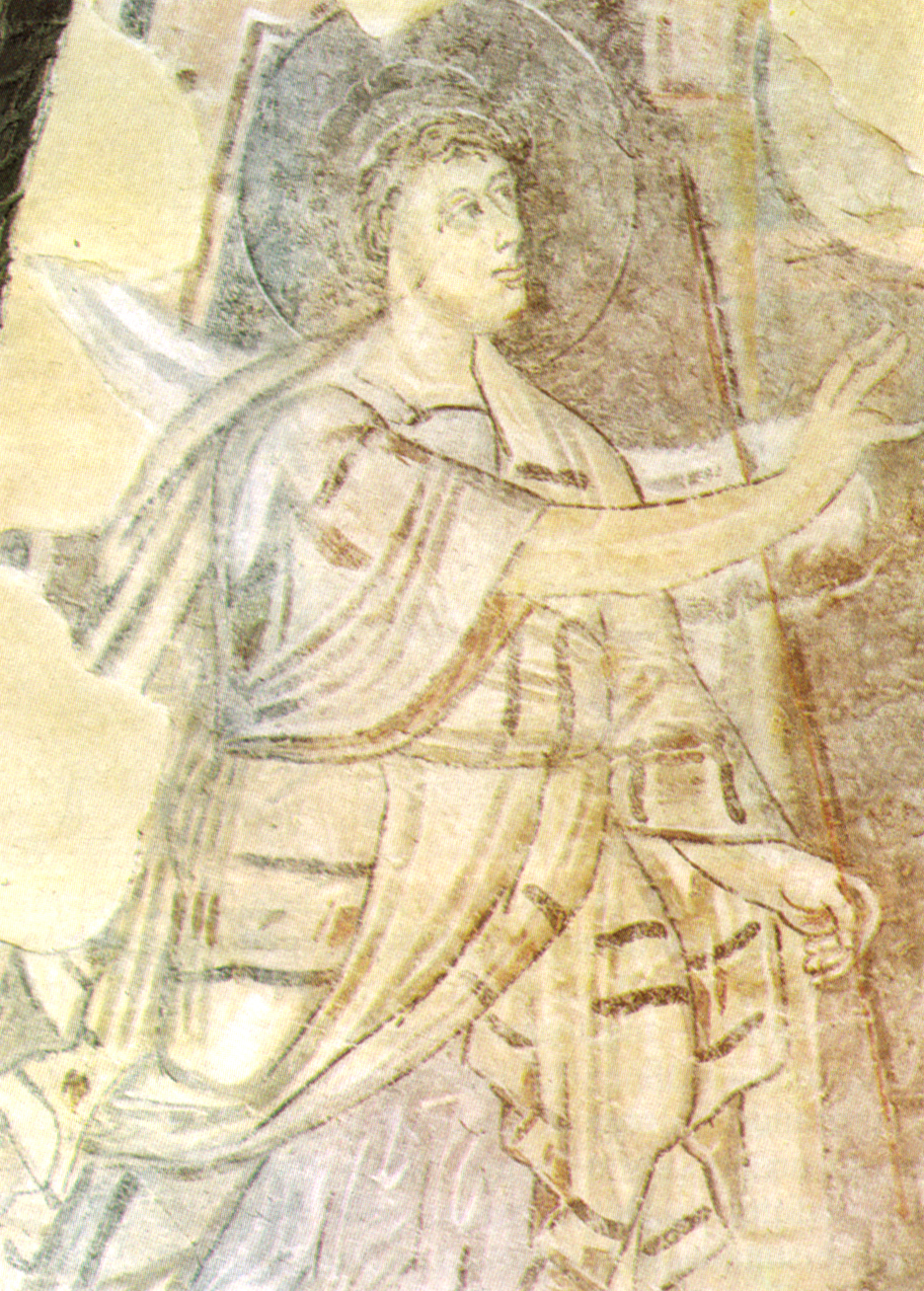
Anúncio a Zacarias, Igreja de Santa Sofia, em Benevento, afresco do fim do século VIII - início do século IX

Alguns extraordinários testemunhos de pintura se encontram em monastérios da Lombardia Menor, em particular nas atuais regiões italianas de Molise, Campânia e Apúlia. Estes testemunhos apareceram sobretudo entre o fim do século VIII - início do século IX. Entre os centros monásticos mais importantes destacam-se o Santuário do Monte Sant'Arcangelo em Gargano (fundado no século VI), a poderosa Abadia de Montecassino (fundada em 529 e muito ativa no período do abade lombardo Gisulfo, 797-817) e San Vincenzo al Volturno (fundado em fins do século VIII).
Na cripta de San Vincenzo se conserva um importante ciclo de pinturas do tempo do abade Epifânio (797-817), com um estilo chamado "escola de miniatura beneventana", com cores luminosas.
Outros exemplos de pintura na área beneventana se encontram na Igreja de São Biagio em Castellammare di Stabia, na Igreja de São Rulfo e São Carponio em Cápua e na Gruta de São Miguel em Olevano sobre Tusciano, mas o restante dos mais importantes encontram-se na Igreja de Santa Sofia em Benevento, fundada em 760 por Arequi II. Caracterizada por uma planta central, com uma original estrutura com nichos estelares, possui três absides e notáveis restos de afrescos nas paredes.